# Elezioni generali in Paraguay del 2003
Le elezioni generali in Paraguay del 2003 si tennero il 27 aprile per l'elezione del Presidente e il rinnovo del Congresso (Camera dei deputati e Senato).

## Risultati

### Elezioni presidenziali
| Candidati                  | Partiti                              | Voti      | %     |
| -------------------------- | ------------------------------------ | --------- | ----- |
| Nicanor Duarte Frutos      | Partito Colorado                     | 574 232   | 38,30 |
| Julio César Franco         | Partito Liberale Radicale Autentico  | 370 348   | 24,70 |
| Pedro Fadul                | Partito Patria Amata                 | 328 916   | 21,94 |
| Guillermo Sanchez Guffanti | Unione Nazionale dei Cittadini Etici | 208 391   | 13,90 |
| Diego Abente Brun          | Partito Incontro Nazionale           | 8 745     | 0,58  |
| Tomás Zayas                | Partito Patria Libera                | 4 559     | 0,30  |
| Pedro Almada Galeano       | Fronte Ampio                         | 1 443     | 0,10  |
| Guillermo Hellmers         | Forza Democratica Indipendente       | 1 370     | 0,09  |
| Teresa Notario             | Partito Umanista Paraguaiano         | 1 196     | 0,08  |
| Totale                     | Totale                               | 1 499 200 | 100   |

### Elezioni parlamentari

#### Camera
| Liste                                | Voti      | %     | Seggi |
| ------------------------------------ | --------- | ----- | ----- |
| Partito Colorado                     | 520 761   | 34,57 | 37    |
| Partito Liberale Radicale Autentico  | 379 066   | 25,16 | 21    |
| Partito Patria Amata                 | 255 811   | 16,98 | 10    |
| Unione Nazionale dei Cittadini Etici | 216 803   | 14,39 | 10    |
| Paese Solidale                       | 49 280    | 3,27  | 2     |
| Partito Incontro Nazionale           | 39 372    | 2,61  | –     |
| Partito Patria Libera                | 16 480    | 1,09  | –     |
| Partito Rivoluzionario Febrerista    | 11 542    | 0,77  | –     |
| Movimento Forza Cittadina            | 6 749     | 0,45  | –     |
| Partito Umanista Paraguaiano         | 2 867     | 0,19  | –     |
| Fronte Ampio                         | 2 670     | 0,18  | –     |
| Partito Indipendente in Azione       | 1 978     | 0,13  | –     |
| Partito Democratico Cristiano        | 1 927     | 0,13  | –     |
| Forza Democratica Indipendente       | 1 302     | 0,09  | –     |
| Totale                               | 1 506 608 | 100   | 80    |

#### Senato
| Liste                                | Voti      | %     | Seggi |
| ------------------------------------ | --------- | ----- | ----- |
| Partito Colorado                     | 508 506   | 34,44 | 16    |
| Partito Liberale Radicale Autentico  | 374 854   | 25,39 | 12    |
| Partito Patria Amata                 | 234 748   | 15,90 | 7     |
| Unione Nazionale dei Cittadini Etici | 211 078   | 14,30 | 7     |
| Paese Solidale                       | 67 462    | 4,57  | –     |
| Partito Incontro Nazionale           | 31 212    | 2,11  | 1     |
| Partito Patria Libera                | 16 151    | 1,09  | –     |
| Partito Rivoluzionario Febrerista    | 10 202    | 0,69  | –     |
| Movimento Forza Cittadina            | 6 766     | 0,46  | –     |
| Partito Indipendente in Azione       | 3 791     | 0,26  | –     |
| Partito Umanista Paraguaiano         | 3 515     | 0,24  | –     |
| Partito Democratico Cristiano        | 3 010     | 0,20  | –     |
| Fronte Ampio                         | 2 828     | 0,19  | –     |
| Forza Democratica Indipendente       | 2 284     | 0,15  | –     |
| Totale                               | 1 476 407 | 100   | 45    |